# Rocket Racing
Rocket Racing es un videojuego de carreras de 2023 desarrollado por Psyonix y publicado por Epic Games. Es un título derivado del juego de 2015, Rocket League, y es parte de Fortnite en su conjunto. En el juego, hasta doce jugadores compiten entre sí en una pista de carreras, con el objetivo de ser la primera persona en completar la carrera. Los jugadores pueden aumentar su "medidor de impulso", lo que les permite obtener una ventaja de velocidad contra los oponentes, así como saltar obstáculos y conducir en paredes o techos. El juego se lanzó en diciembre de 2023 y se puede acceder a él a través del iniciador de Fortnite. Rocket Racing recibió críticas positivas de los críticos, con elogios dirigidos hacia el diseño de la pista y la jugabilidad, aunque algunos críticos sintieron que el juego tenía una falta de contenido.

## Jugabilidad
Rocket Racing es un videojuego de carreras multijugador accesible a través del lanzador de Fortnite. En el juego, hasta doce jugadores compiten entre sí en una pista, con el objetivo de completar la carrera antes que nadie mientras evitan obstáculos. Los jugadores pueden saltar algunos obstáculos o conducir en las paredes o techos de túneles. Si el jugador se desvía en las curvas, su "medidor de impulso" aumentará, lo que le permitirá activar un impulso de velocidad temporal contra otros jugadores. A diferencia de otros juegos de carreras, Rocket Racing no presenta elementos o armas únicos que el jugador pueda usar contra otros para obtener una ventaja. Cada pista del juego está calificada en función de su dificultad, con dificultades de Novato, Avanzado y Experto.
Los jugadores pueden desbloquear diseños únicos para su coche al completar ciertos objetivos o mediante el pase de batalla principal de Fortnite. Además, ciertos diseños se pueden comprar a través de la tienda de artículos con V-Bucks, la moneda de Fortnite. Los coches desbloqueados o comprados en Rocket Racing son compatibles con Rocket League y se pueden usar en ese juego. Lo mismo se aplica a algunos coches desbloqueados en ese juego.
Si bien el juego se lanzó originalmente con temporadas que presentaban pistas únicas, desafíos y elementos de recompensa, Epic declaró que en octubre de 2024, ya no producirían contenido temático y, en su lugar, se centrarían en crear desafíos en torno al modo clasificado del juego, al tiempo que respaldarían los mapas creados por los creadores.

## Lanzamiento y recepción
Rocket Racing fue desarrollado por Psyonix, el desarrollador de Rocket League. Rocket Racing se lanzó el 8 de diciembre de 2023. El juego recibió críticas bastante positivas de los críticos tras su lanzamiento. Dustin Bailey de GamesRadar+, Giovanni Colantonio de Digital Trends y Michael McWhertor de Polygon elogiaron el diseño de la pista y la jugabilidad del juego, y Bailey y Colantonio creyeron que era uno de los aspectos de mayor calidad de Fortnite, y este último describió el juego como la "mejor prueba de concepto que podría pedir". Gabriel Moss de IGN y Jake Green de TechRadar fueron más críticos con el juego, asignándole un 6/10 y un 3/5 respectivamente. Ambos creían que el juego carecía de contenido y no lograba diferenciarse de otros videojuegos de carreras como Mario Kart, mientras que Green criticó además los precios de los cosméticos del juego.